# El Durazno, San Salvador
El Durazno är en ort i Mexiko.   Den ligger i kommunen San Salvador och delstaten Hidalgo, i den sydöstra delen av landet, 100 km norr om huvudstaden Mexico City. El Durazno ligger 1 970 meter över havet och antalet invånare är 121.
Terrängen runt El Durazno är platt österut, men västerut är den kuperad. Runt El Durazno är det ganska tätbefolkat, med 120 invånare per kvadratkilometer. Närmaste större samhälle är San Salvador, 1,2 km öster om El Durazno. Omgivningarna runt El Durazno är en mosaik av jordbruksmark och naturlig växtlighet.